# NRK1
NRK1 (fram till 1995 enbart NRK) är Norges första tv-kanal. Sändningarna inleddes den 20 augusti 1960.
Förutom att sända program som spelas in i Norge, sänder kanalen program från bland annat övriga nordiska länder (till exempel genom Nordvision-samarbetet), USA, Storbritannien, Australien, och Europa. Utländska program och delar av norska program på andra språk sänds med norska undertexter.
Under vardagar sänder kanalen nyheter varje timme om dagarna. Klockan 19.00 och 21.00 sänds nyhetsprogrammet Dagsrevyen.

## Namn och grafisk identitet
Kanalen hette officiellt NRK Fjernsynet fram till 1995, men kallades i dagligt tal bara NRK.
Den 1 januari 1996 bytte kanalen namn till NRK1 eftersom NRK2 lanserades samma år.  
NRK1 har bytt ut sin grafiska identitet flera gånger genom sin historia, och den senaste omstruktureringen företogs 2011. NRK1:s grafik är för det mesta i blått. NRK har alltid använt kanalvärdar i bild. NRK1 är den enda kanalen som fortsätter att göra så i Norge.

## Marknadsandel
I januari 2020 hade NRK1 en marknadsandel på 37,1 procent och var den kanal i Norge som hade överlägset flest tittare.
| Kanal              | Marknadsandel (%) | Marknadsandel (%) | Marknadsandel (%) | Marknadsandel (%) | Marknadsandel (%) | Förändring 2018–19 |
| Kanal              | 2015              | 2016              | 2017              | 2018              | 2019              | Förändring 2018–19 |
| ------------------ | ----------------- | ----------------- | ----------------- | ----------------- | ----------------- | ------------------ |
| NRK1               | 31,8              | 30,7              | 32,8              | 30,5              | 32,0              | +1,5               |
| TV 2               | 18,2              | 18,3              | 18,8              | 19,0              | 18,7              | –0,3               |
| TVNorge            | 7,4               | 7,1               | 6,4               | 7,9               | 5,6               | –2,3               |
| NRK2               | 5,2               | 5,3               | 5,1               | 5,0               |                   |                    |
| TV3                | 3,8               | 4,7               | 3,7               | 3,9               | 4,2               | +0,3               |
| MAX                | 3,2               | 3,1               | 3,2               | 2,9               |                   |                    |
| TV 2 Nyhetskanalen | 2,7               | 2,8               | 3,0               | 3,7               |                   |                    |
| NRK3               | 3,4               | 3,0               | 2,9               | 2,4               |                   |                    |
| TV 2 Zebra         | 2,3               | 2,2               | 2,0               | 1,6               |                   |                    |
| Viasat 4           | 2,1               | 2,1               | 1,9               | 1,9               |                   |                    |
| FEM                | 2,2               | 2,0               | 1,9               | 2,0               |                   |                    |
| VOX                | 1,9               | 1,8               | 2,2               | 2,1               |                   |                    |
| Övriga kanaler     | 15,8              | 16,9              | 16,1              | 17,1              |                   |                    |

Siffrorna gäller hela året.  Till och med 2017 ingår alla tittare över 12 år. Från och med 2018 ingår alla tittare 10-79 år.